# Сиверс, Ефим Карлович
Ефи́м Ка́рлович (Иоахим Иоганн) фон Си́верс (1754—1798) — офицер Российского императорского флота, участник русско-турецкой войны 1768—1774 годов и Первой Архипелагской экспедиции, Патрасского сражения, Русско-шведской войны, Гогландского, Эландского, Ревельского и Выборгского сражений. Георгиевский кавалер, дважды награждён золотой шпагой с надписью «за храбрость», капитан 1 ранга.

## Биография
Родился 5 сентября 1754 года в мызе Кёнигсгофе Рижского уезда Лифляндской губернии Российской империи в дворянской семье Карла Отто Сиверса (ум. 1765) и его жены Екатерины Гедвиги фон Анреп. Происходил из дворянского рода Сиверсов.
25 марта 1767 года поступил кадетом в Морской шляхетский кадетский корпус. 1 мая 1769 года произведён в гардемарины. С 1769 года находился в кампании, плавал в Балтийском море. В июне — сентябре 1770 года на 66-пушечном линейном корабле «Граф Орлов» перешёл из Архангельска в Кронштадт.
12 марта 1771 года произведён в мичманы. Находился в плавании в Балтийском море. Участвовал в русско-турецкой войне 1768—1774 годов и Первой Архипелагской экспедиции. В 1772 году на корабле «Граф Орлов», в составе эскадры контр-адмирала В. Я. Чичагова, перешёл из Ревеля в Архипелаг. 26 октября в составе эскадры капитана 1-го ранга М. Т. Коняева участвовал в Патрасском сражении с турецким флотом. В 1773 году на 66-пушечном линейном корабле «Святой Георгий Победоносец» плавал между Аузой и Ливорно. В 1774—1775 годах на 66-пушечном корабле «Ростислав», перешёл из Ливорно в Ревель.
В 1776 году командовал придворной яхтой «Петергоф». 21 апреля 1777 года произведён в лейтенанты. На придворной яхте «Екатерина Вторая» плавал между Кронштадтом и Петергофом. В 1778 году был командирован в Англию. В 1779 году на судах английского флота плавал в Ост-Индию и к острову Мадера. В следующем году вернулся из Англии в Россию.
В 1780—1781 годах на 66-пушечном корабле «Твёрдый», в составе эскадры «военного нейтралитета» под командованием контр-адмирала И. А. Борисова, а затем в 1782—1784 годах на 66-пушечном корабле «Ианнуарий», в составе эскадры вице-адмирала В. Я. Чичагова, плавал от Кронштадта до Ливорно и обратно.
1 мая 1783 года произведён в капитан-лейтенанты. 26 ноября 1784 года «за совершение 18 кампаний в офицерских чинах» награждён орденом Святого Георгия 4 класса (№ 412).
В 1785—1786 годах, командуя транспортным судном «Колпица», совершил переход из Кронштадта в Архангельск и обратно. В 1787 году назначен командовать 450 тонным судном «Сокол» для участия в первом русском кругосветном плавании, под командованием капитана 1-го ранга Г. И. Муловского, но из-за отмены экспедиции, остался в Кронштадте.
Участвовал в Русско-шведской войне. 6 июля 1788 года, командуя 36-пушечным фрегатом «Премислав», участвовал в Гогландском сражении, после которого конвоировал фрегат «Надежда Благополучия» из Ревеля к Гангуту, и затем крейсировал у шведских шхер. В 1789 году командовал тем же фрегатом у Поркалла-уд, после чего был в крейсерстве с флотом в Балтийском море и 15 июля участвовал в Эландском сражении. 1 января 1790 года произведён в капитаны 2 ранга. Командовал 66-пушечным линейным кораблем «Изяслав» участвовал 2 мая в Ревельском сражении и 22 июня — в Выборгском сражении; за первое был награждён золотой шпагой с надписью «за храбрость», а за содействие при взятии в плен в Выборгском сражении шведского корабля «Ретвизан» (швед. Rättvisan; Справедливость) — орденом Святого Владимира 4 степени и другой золотой шпагой.
В 1791 году командовал тем же кораблем на кронштадтском рейде. В 1792—1794 годах командовал последовательно линейными кораблями «Изяслав» и «Ретвизан» в Балтийском море и Финском заливе. 9 февраля 1793 года произведён в капитаны 1 ранга. Выбыл в отставку до 1796 года.
Умер Ефим Карлович фон Сиверс в 1798 году.

## Семья
- Отец — Карл Отто (ум. 1765).
- Мать — Екатерина Гедвига фон Анреп (1726—1816), дочь Фридриха Вильгельма I фон Анрепа (ок. 1680—1758) и Вильгельмины фон Штакельберг (1696—1772). Во втором браке за Яковом Бенедиктом фон Тизенгаузен (1729- ?).
- Брат — Карл Фридрих (1753—1773) морской офицер, мичман. Утонул в 1773 году при крушении линейного корабля «Азия» между островами Хио и Негропонтом[6].
- Сестра — Вильгельмина Магдалена (1755—1841). Первый муж Беренд (Борис) фон Блейхингберг (Блехенберг), с 1771 года капитан на русской службе, секунд-майор. Второй муж Рейнгольд Генрих фон Сиверс (von Sivers) (1768—1820), ротмистр на русской службе.
- Брат — Антон Карлович (Отто Эбергард) (1763—1802), морской офицер, капитан-лейтенант, участник русско-шведской войны 1788—1790 годов[7].
- Жена — Иоганна София фон Мандерштьерн (1774—1841), во втором браке с 1799 года за бароном Карлом Германом Врангелем (1773—1821).